# Karla Faye Tucker
Karla Faye Tucker (Karla Faye) (18. studenog, 1959. – 3. veljače 1998.), druga žena koja je nakon ponovnog uvođeja smrtne kazne (1976.) pogubljena u Sjedinjenim Državama. 
Rodila se i odrasla u Houstonu u Teksasu, i najmlađa je od triju sestara. Roditelji joj se razvode još dok je imala 10 godina, a tijekom brakorazvodne parnice saznaje da je bila plod vanbračne veze. Već s 12 godina okreće se drogi i seksu, a s 14 napušta školu i prati majku Carolyn koja ju uvodi u prostituciju te jedno vrijeme putuju s raznim muzičkim bendovima. Sa 16 godina Karla je kraće vrijeme u kratkom braku s izvjesnim mehaničarom po imenu Stephen Griffith.
U ranim 20-im godinama počinje se družiti s bajkerima što će biti sudbonosno u daljnjem njezinom kratkom životu. Tu upoznaje ženu po imenu Shawn Dean i njezinog muža Jerryja Lynna Deana, koji su je upoznali s čovjekom po imenu Danny Garrett. Nakon što su jednog vikenda Karla, Garrett i njegovi prijatelji proveli konzumirajući drogu, 13. lipnja 1983. oni odluče u tri sata ujutro provaliti u kuću Deanovih da bi ukrali dijelove za motor. Prilikom pljačke Karla je pijukom ubila dvoje ljudi koji su bili unutra, a to su Jerry Lynn Dean (27 godina) i Deborah Thornton, i koje je, po optužnici, udarila 28 puta.
Uhićena je 20. srpnja 1983., a 3. veljače 1998. usmrćena smrtonosnom injekcijom u Huntsvilleu u Teksasu. Njezino smaknuće bilo je posljednje za vođu tima smaknuća, Freda Allena, koji je nakon toga doživio slom.